# Bernache du Canada
Pour les articles homonymes, voir Bernache.
Branta canadensis
Espèce
Statut de conservation UICN

 LC  : Préoccupation mineure
Statut CITES
Statut CITES
La Bernache du Canada (Branta canadensis) est une espèce de grands oiseaux de la famille des anatidés. 
Elle est la plus grande des bernaches, ou oies noires.
Au Canada, la bernache est familièrement nommée outarde,, usage attesté dès les récits de Cartier et de Champlain. De nombreux lieux géographiques comprennent le mot outarde. L'usage familier est reconnu par le bureau de traduction du Canada, avec l'observation « bernache du Canada : nom français uniformisé par la Commission internationale des noms français des oiseaux ». 
Ce nom proviendrait de sa ressemblance avec le mâle de l'outarde canepetière. Il s'agit pourtant de deux oiseaux totalement différents, la bernache étant un oiseau aquatique avec des pattes palmées et un bec rond comme ceux d'une oie alors que l'outarde est un oiseau terrestre avec des pattes non-palmées et un bec pointu ressemblant à ceux d'une poule. Cette confusion remonte à l'arrivée des premiers explorateurs ; elle a donné lieu au nom  outarde, que l'on a qualifié de canadianisme de bon aloi.

## Morphologie
Le cou, le bec, et la tête sont entièrement noirs, hormis les joues et la gorge qui sont blanches. La queue est noire, le croupion et le bas-ventre blancs, le reste du corps brun-gris avec des liserés plus clairs. La bernache mesure entre 75 et 110 cm de longueur, a 127 et 185 cm d'envergure, et son bec mesure de 4,1 à 6,8 cm ; elle pèse entre 2,6 et 6,5 kilogrammes.

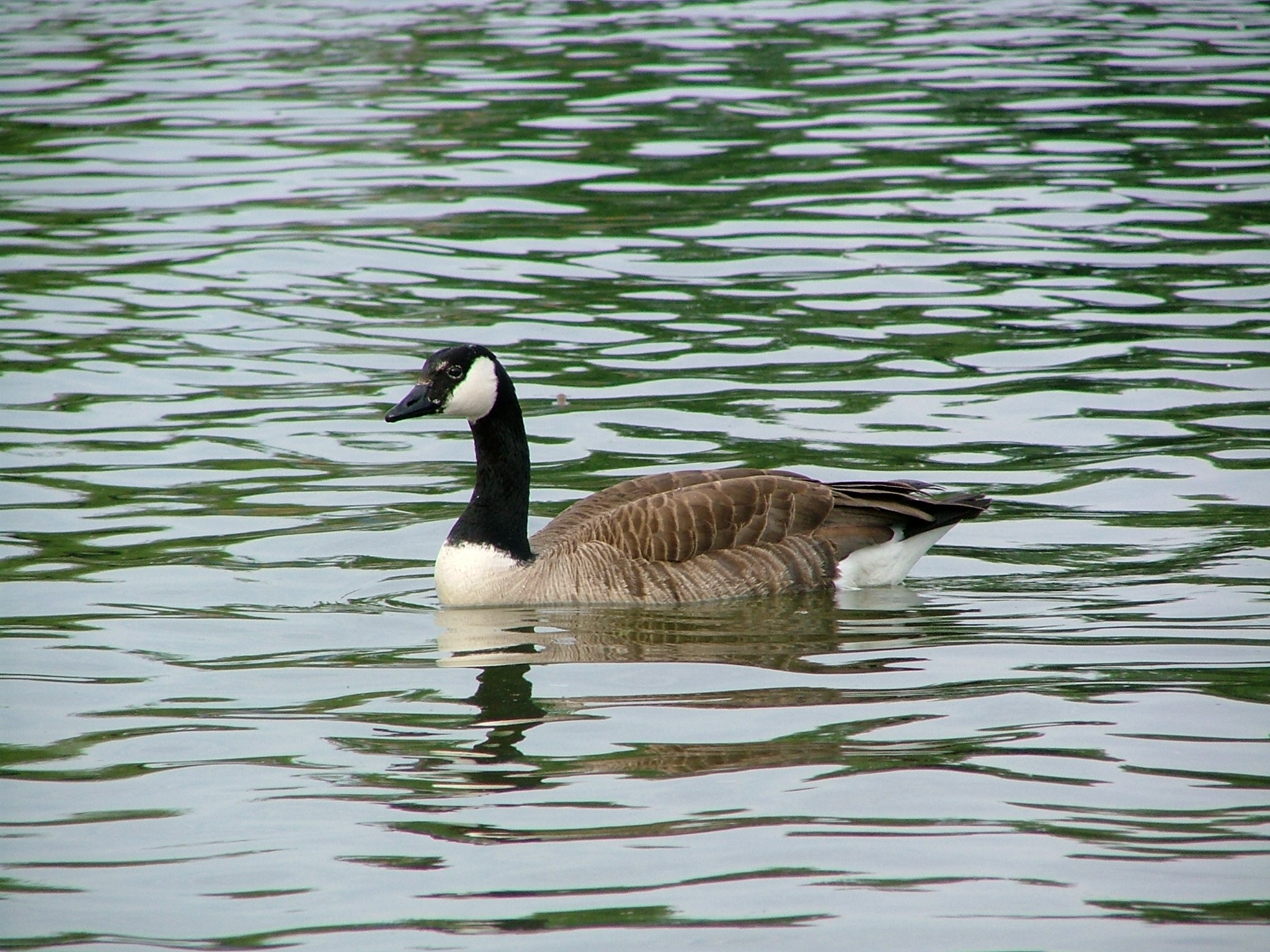
Bernache du Canada sur le Rhin.
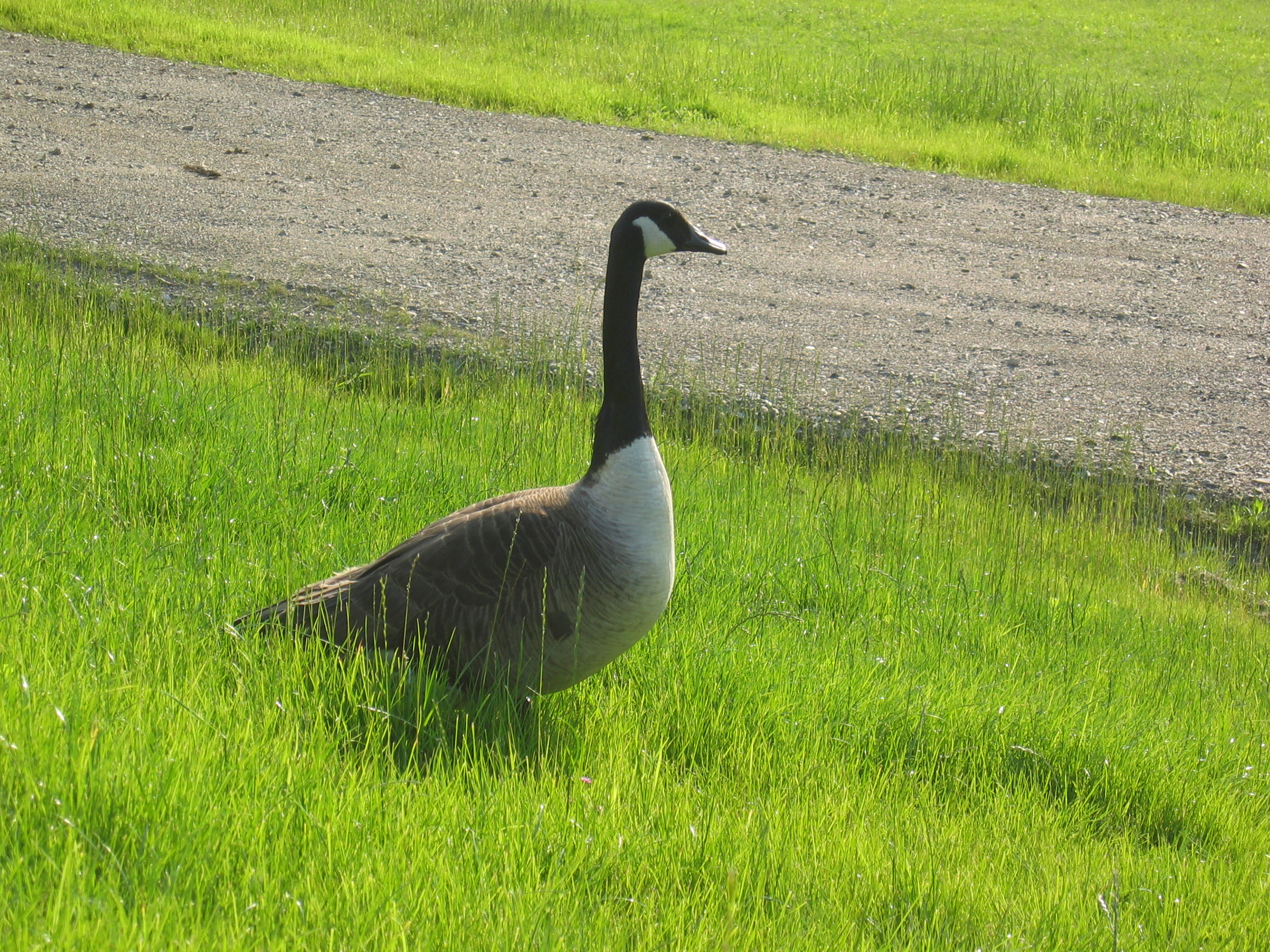
Une bernache du Canada sur la terre ferme.
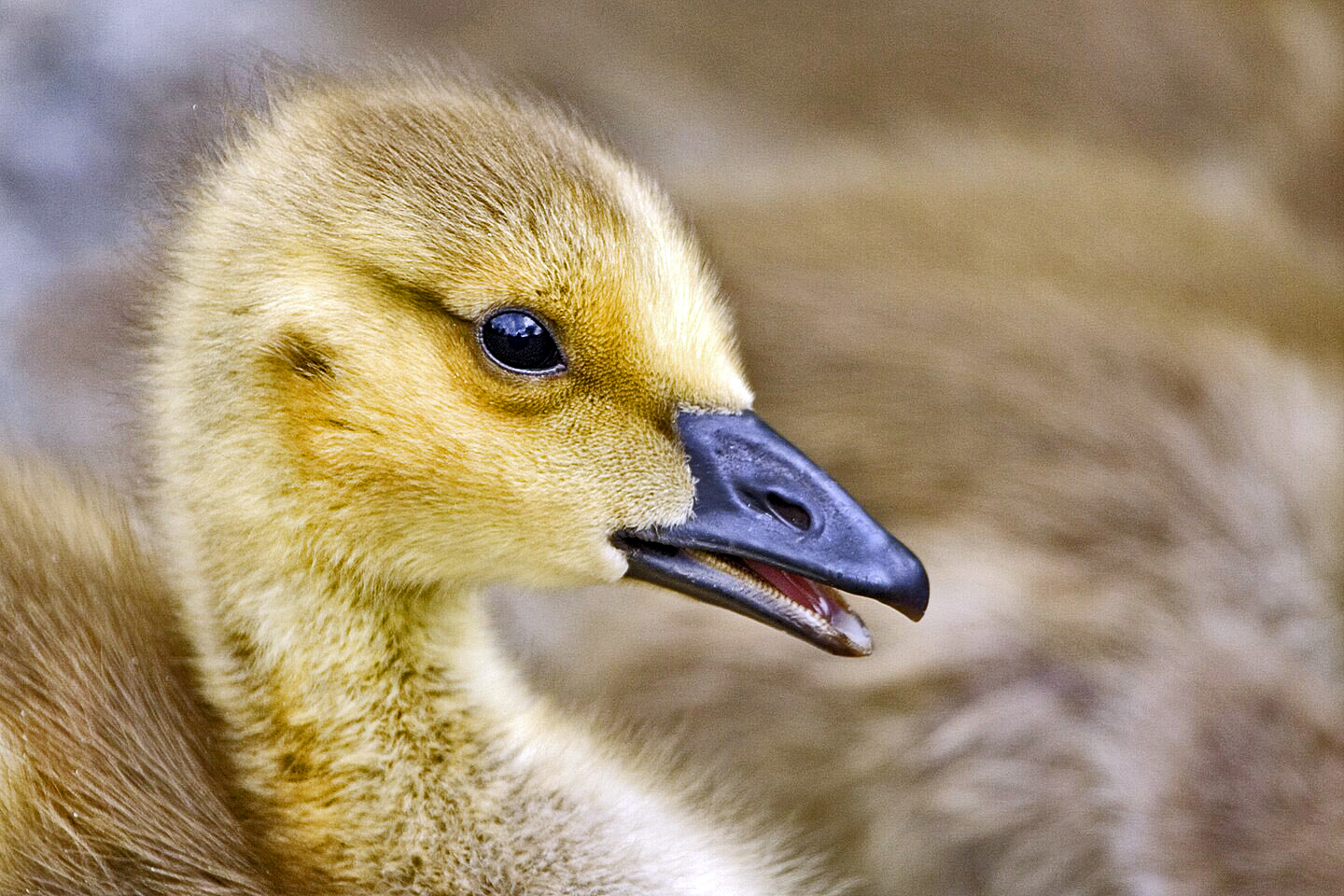
Plumage de l'oison.
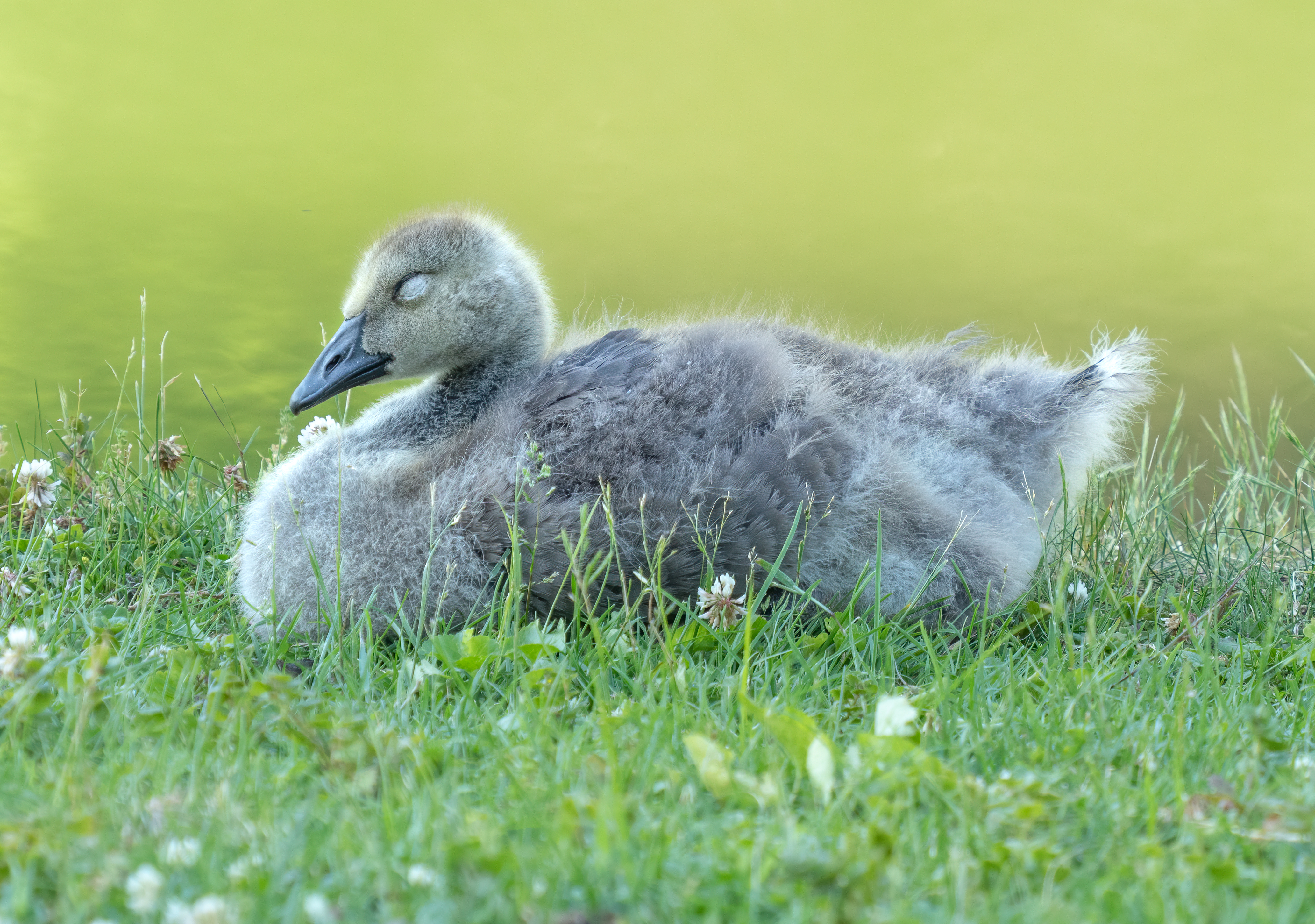
Un oison bernache du Canada dans le cimetière de Green-Wood à New York.

## Comportement

### Relations sociales
Les œufs ainsi que les jeunes bernaches sont la proie de plusieurs animaux. Dans le Grand Nord, le principal prédateur est le renard arctique. Lorsqu'il a peu de nourriture, il peut voler tous les œufs de plusieurs nids et les cacher pour les manger. Les mouettes et goélands, les labbes, les renards roux, les corbeaux, et parfois les ours, sont aussi des prédateurs.
La bernache du Canada produit des sons en ê-haouc.

### Régime alimentaire

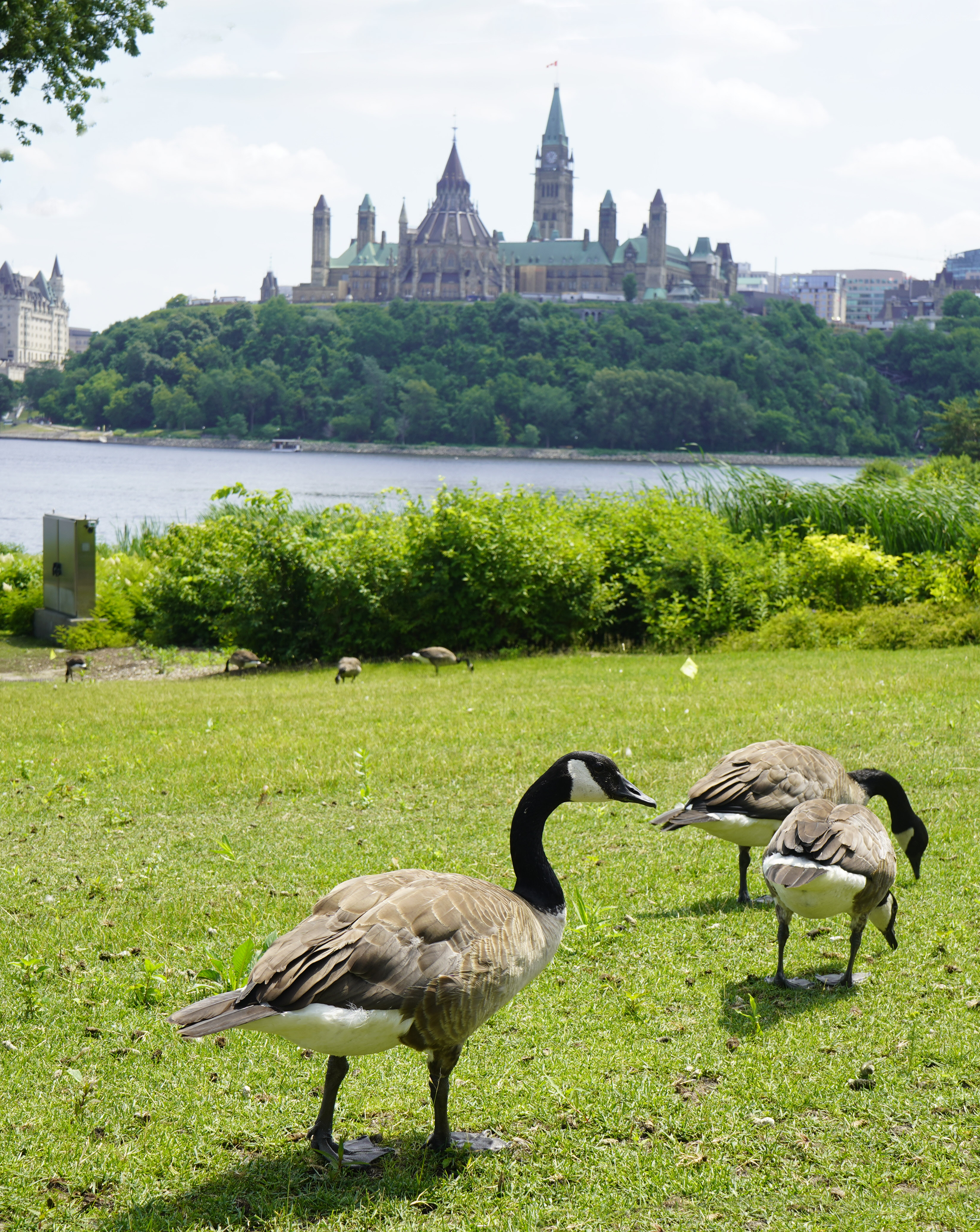
Des bernaches du Canada broutent de l'autre côté de la rivière devant le Parlement canadien.

Le régime alimentaire de la bernache du Canada est végétarien : plantes aquatiques, céréales, graminées.

### Comportement reproducteur
La bernache du Canada se trouve un compagnon ou une compagne (pour s’accoupler) au cours de la deuxième année de sa vie.
Elle construit souvent son nid sur le sol, près de l'eau, de préférence sur un îlot. Il est fait d'une couche plus ou moins épaisse de branchettes ou d'autres matières végétales trouvées dans les environs et est également tapissé de duvet. La couvée compte habituellement de cinq à sept œufs ; les oiseaux plus âgés ont une couvée plus importante que ceux qui pondent pour la première fois. La femelle couve ses œufs entre 25 et 28 jours, tandis que son compagnon assure la garde à proximité. Parfois, le mâle se tient à plusieurs centaines de mètres du nid, mais il est toujours vigilant et retourne au nid dès que celui-ci est menacé, ou si la femelle doit s’en éloigner. Pendant la période de couvaison, la femelle ne quitte le nid que de brefs moments, pour aller boire, se nourrir, et se laver. Peu de temps après l’éclosion des œufs, les adultes ayant perdu leurs grandes plumes, les familles quittent leur nid et marchent parfois plusieurs kilomètres en quelques jours pour atteindre leur site d’élevage des couvées. Dès qu’ils quittent le nid, les oisons se nourrissent de graminées et de carex dans les prés et le long des rivages. Six à neuf semaines après l’éclosion, les oiseaux sont prêts à s’envoler en famille. À ce moment-là, seule la moitié des oisons aura survécu. La bernache garde son/sa partenaire toute sa vie. Cependant, contrairement à la croyance populaire, si l'un des partenaires est tué, il est possible que l’autre se trouve un nouveau compagnon. En automne, les oiseaux juvéniles volent avec leurs parents et ne s'en séparent qu'à leur retour dans la zone de nidification, au printemps suivant.
Un cas de polygamie a été observé en région parisienne : deux femelles ont couvé des œufs sous la surveillance d'un seul mâle ; les œufs ont éclos à quelques jours d'intervalle et les deux familles se sont regroupées pour former un groupe de trois adultes et neuf oisons (voir photo).

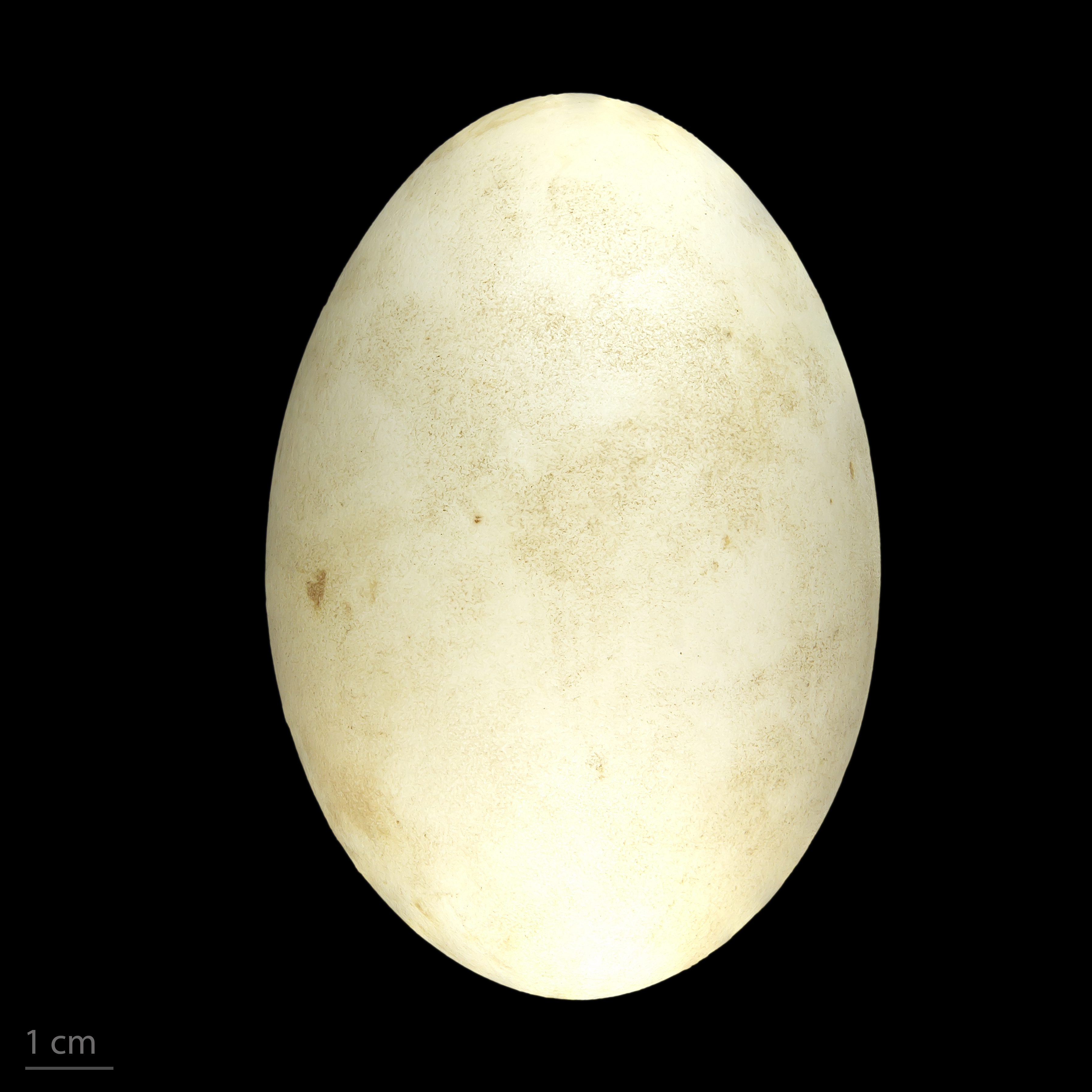
Œuf de Branta canadensis -  Muséum de Toulouse.
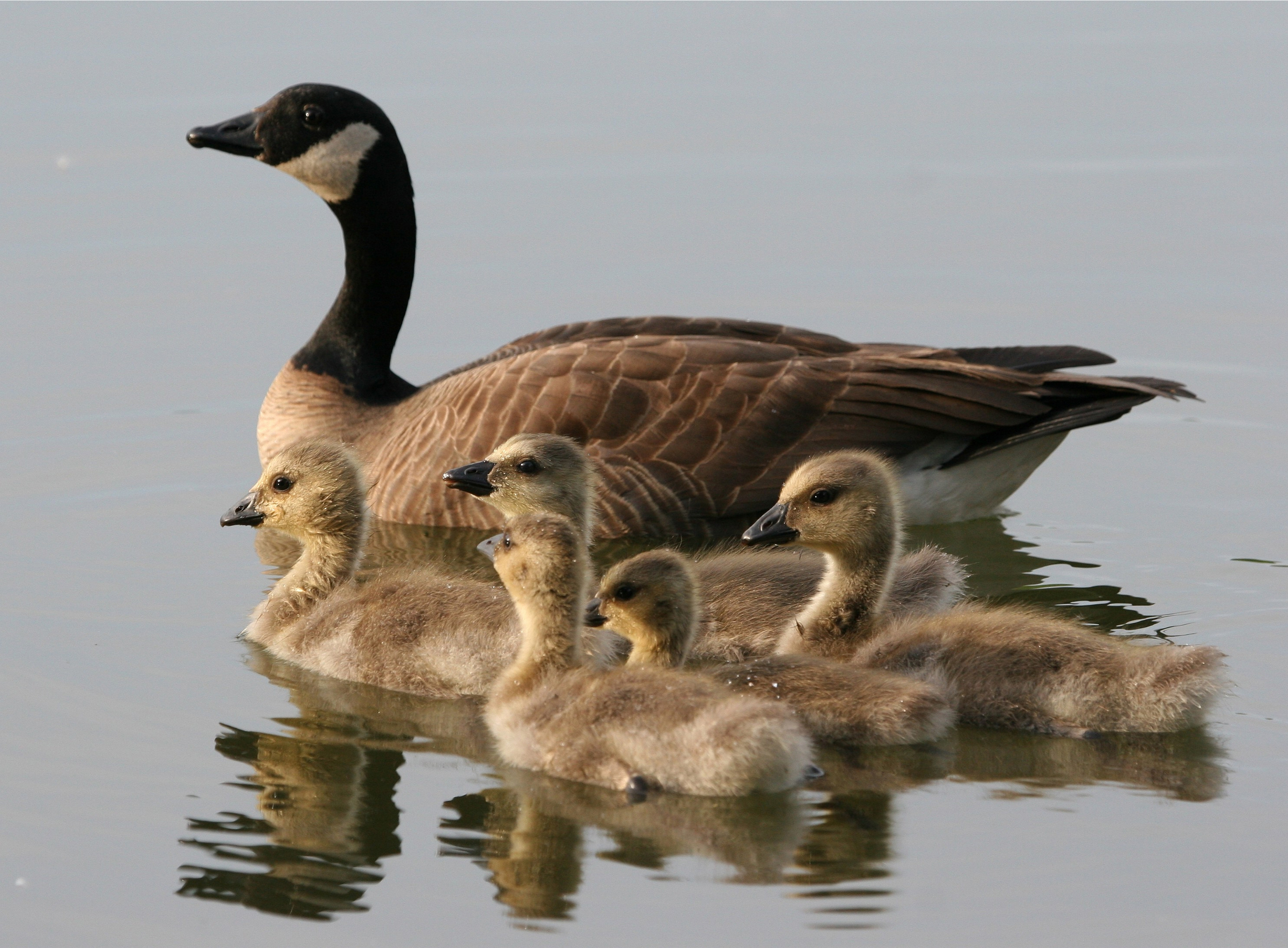
Bernache du Canada et ses oisons.
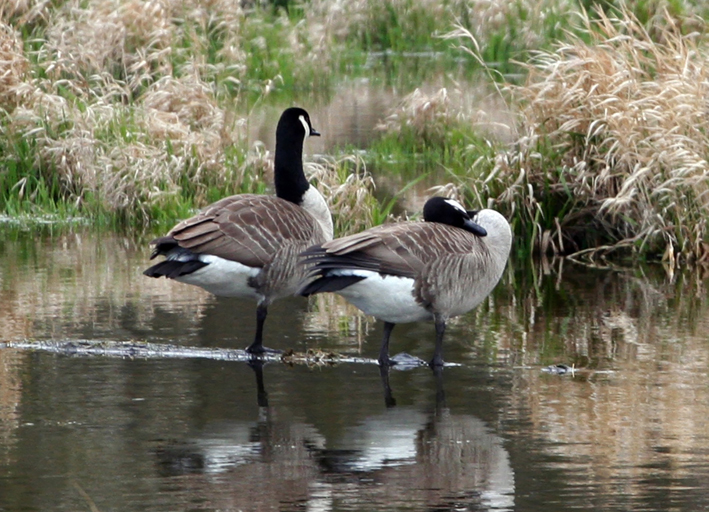
Couple de bernaches au repos dans un marais.
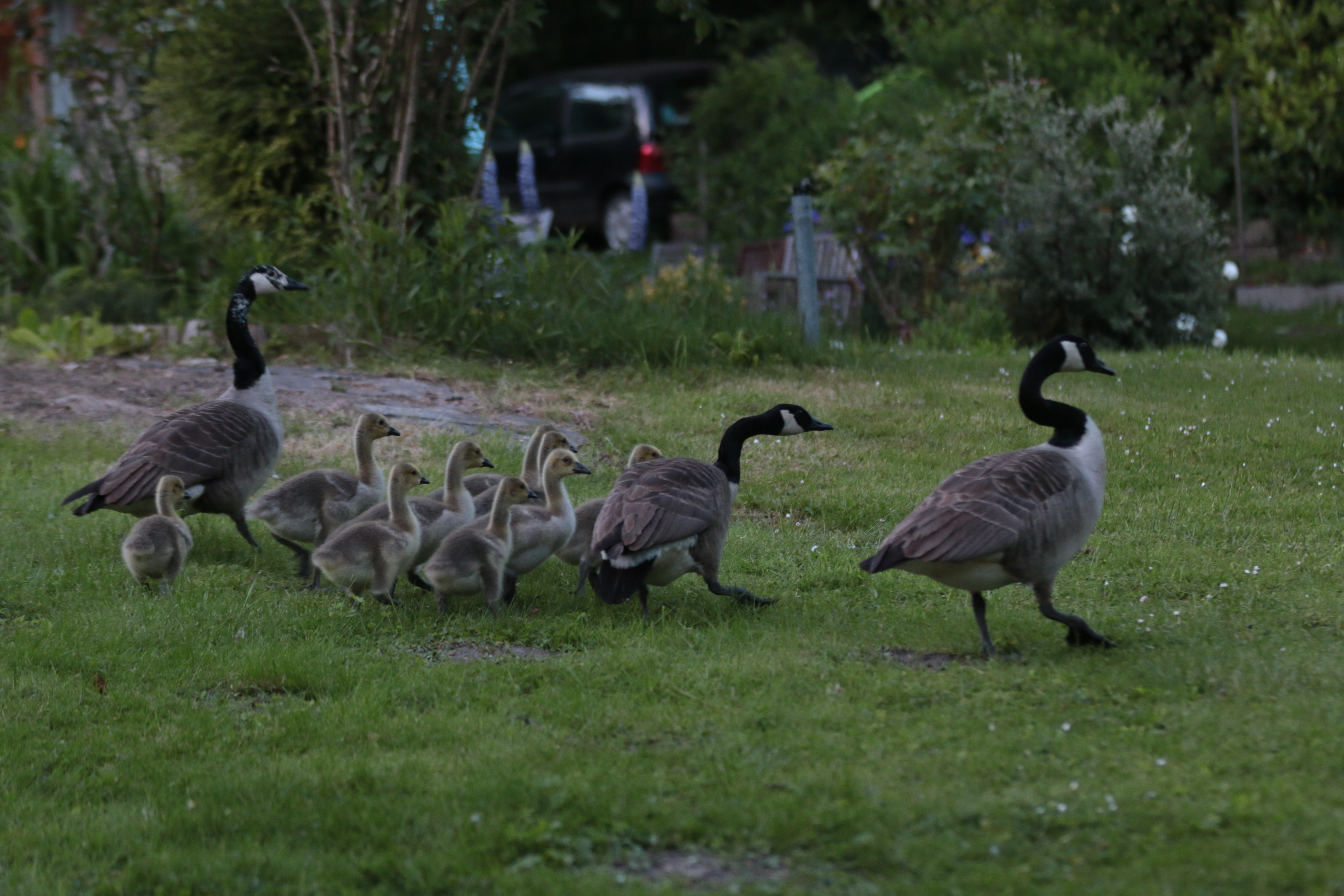
Un cas de polygamie avéré : un mâle, deux femelles et neuf oisons (en Région Parisienne). Les oisons ont environ trois semaines.

## Répartition
- zone de reproduction, en été
- zone d'habitat permanent
- zone d'hivernage

- zone de reproduction, en été
- zone d'habitat permanent
- zone d'hivernage

- zone de reproduction de Branta hutchinsii

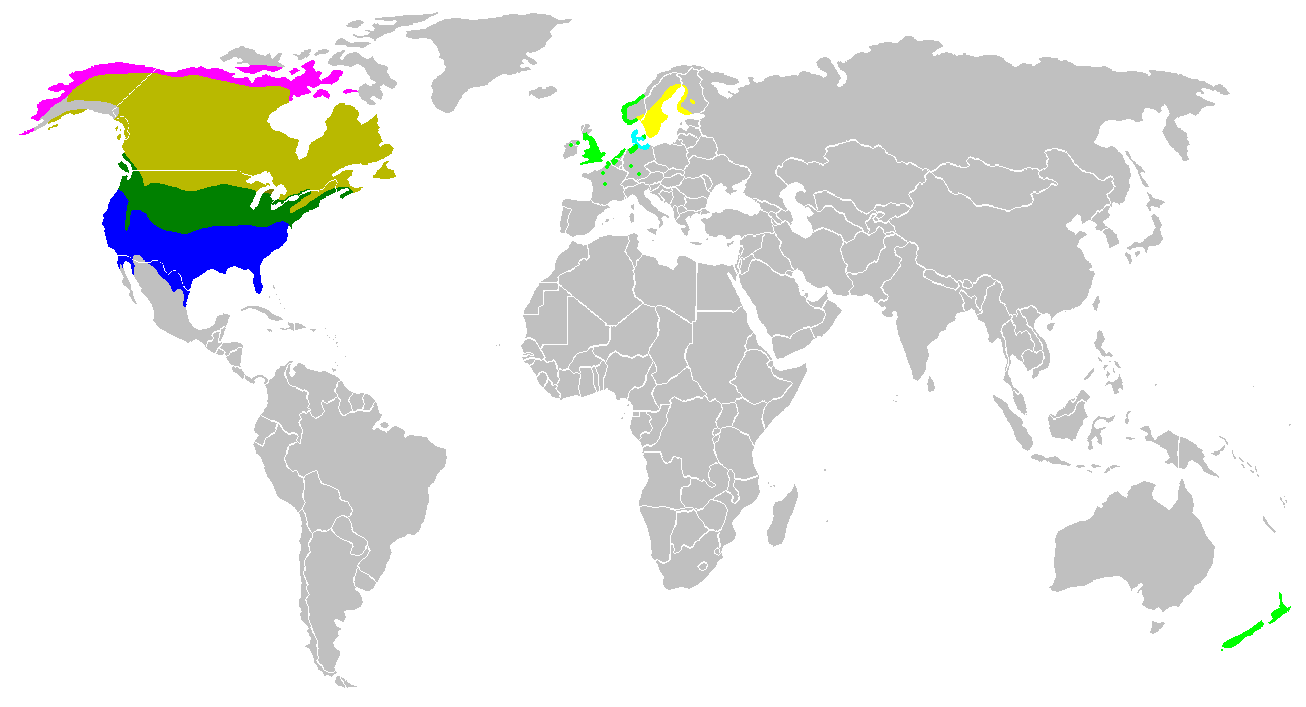
Répartition géographique
• Populations indigènes :
zone de reproduction, en été
zone d'habitat permanent
zone d'hivernage
• Populations introduite :
zone de reproduction, en été
zone d'habitat permanent
zone d'hivernage
zone de reproduction de Branta hutchinsii

La bernache du Canada se reproduit sur tout le territoire de l’Amérique du Nord, sauf dans l’Extrême Arctique et dans les régions de l’extrême sud des États-Unis et du Mexique.
Elle a été introduite en Europe (Royaume-Uni, France, Espagne, etc.)

## Habitat

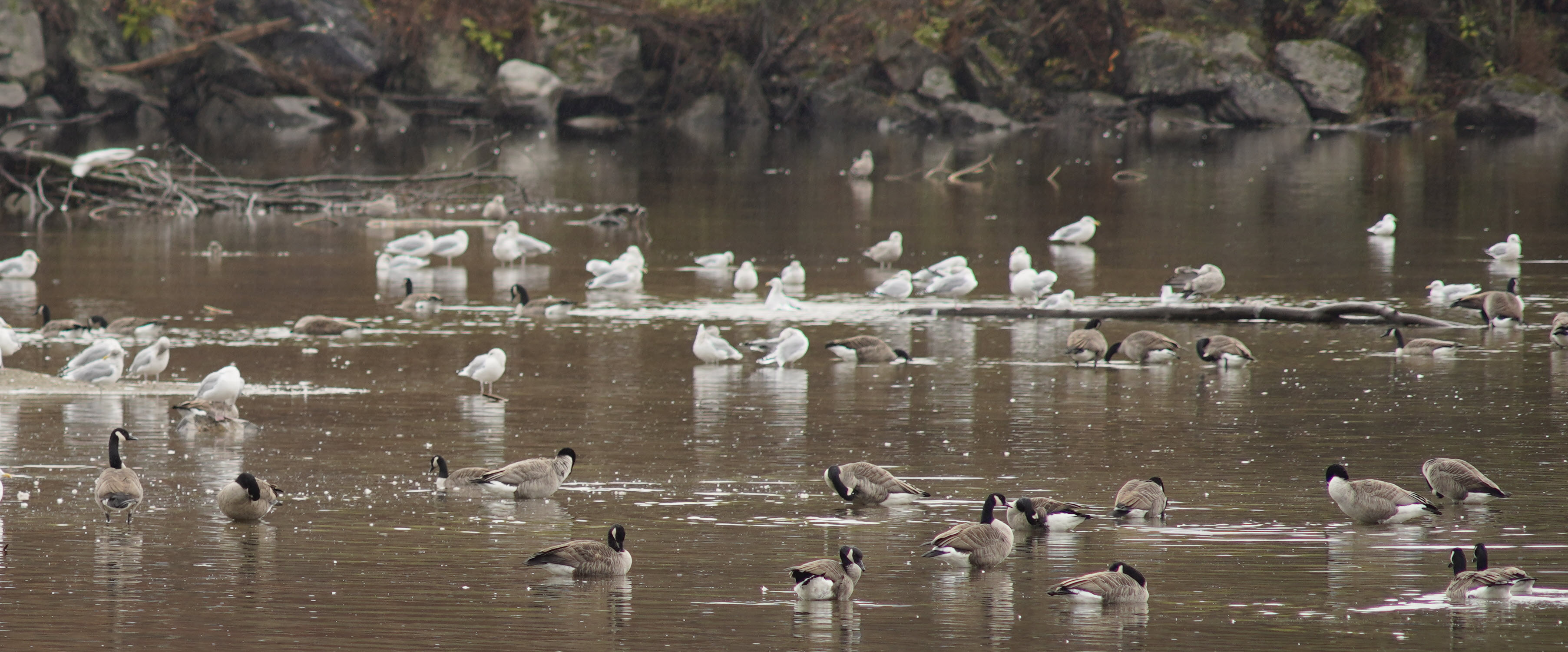
Bernaches et goélands en milieu aquatique (Lac Davignon, Cowansville, Québec).

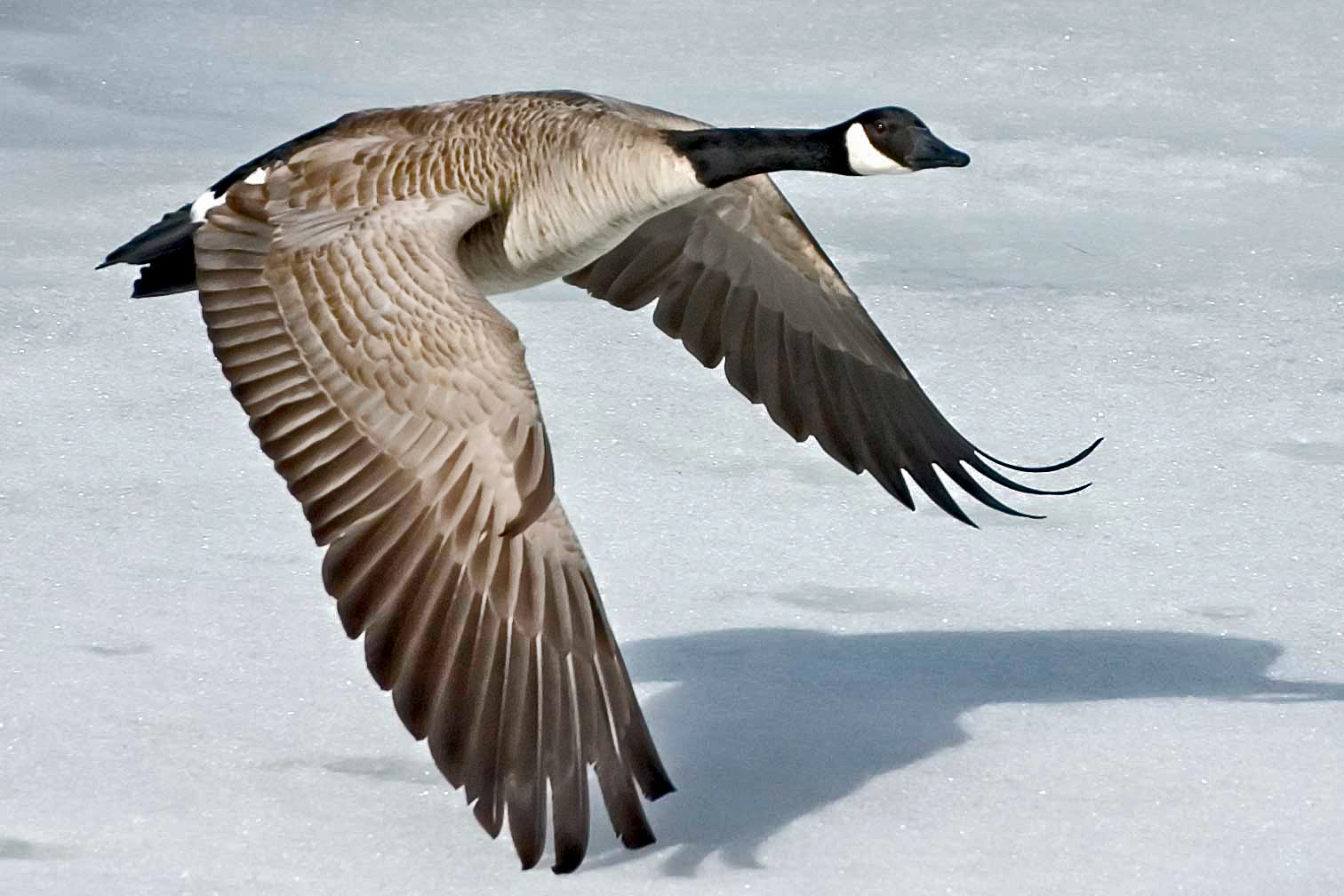
en vol
- en milieu aquatique (Cowansville, Québec, Canada)

Elle fréquente presque tous les types de zones humides, allant des petits étangs aux grands lacs, ainsi que les marais et les rivières. Elle passe autant de temps – sinon plus – sur la terre que dans l’eau.

## Comportement en vol
Lors de leur migration, les bernaches adoptent une formation de vol en « V » ; ainsi, celles placées en avant offrent une protection aux suivantes, qui fournissent moins d'efforts car elles profitent des turbulences produites par les ailes de celles en tête. Lorsque les premières sont fatiguées, elles cèdent leur place pour aller se reposer à l'arrière de la formation.

## Population
La population mondiale est estimée entre 5 500 000 et 5 900 000 individus.

## Taxonomie
Selon la classification de référence du Congrès ornithologique international (version 15.1, 2025) :
- Branta canadensis occidentalis (Baird, SF, 1858) ;
- Branta canadensis fulva Delacour, 1951 ;
- Branta canadensis maxima Delacour, 1951 ;
- Branta canadensis parvipes (Cassin, 1852) ;
- Branta canadensis moffitti Aldrich, 1946 ;
- Branta canadensis interior Todd, 1938 ;
- Branta canadensis canadensis (Linnaeus, 1758).

## La Bernache du Canada et l'homme

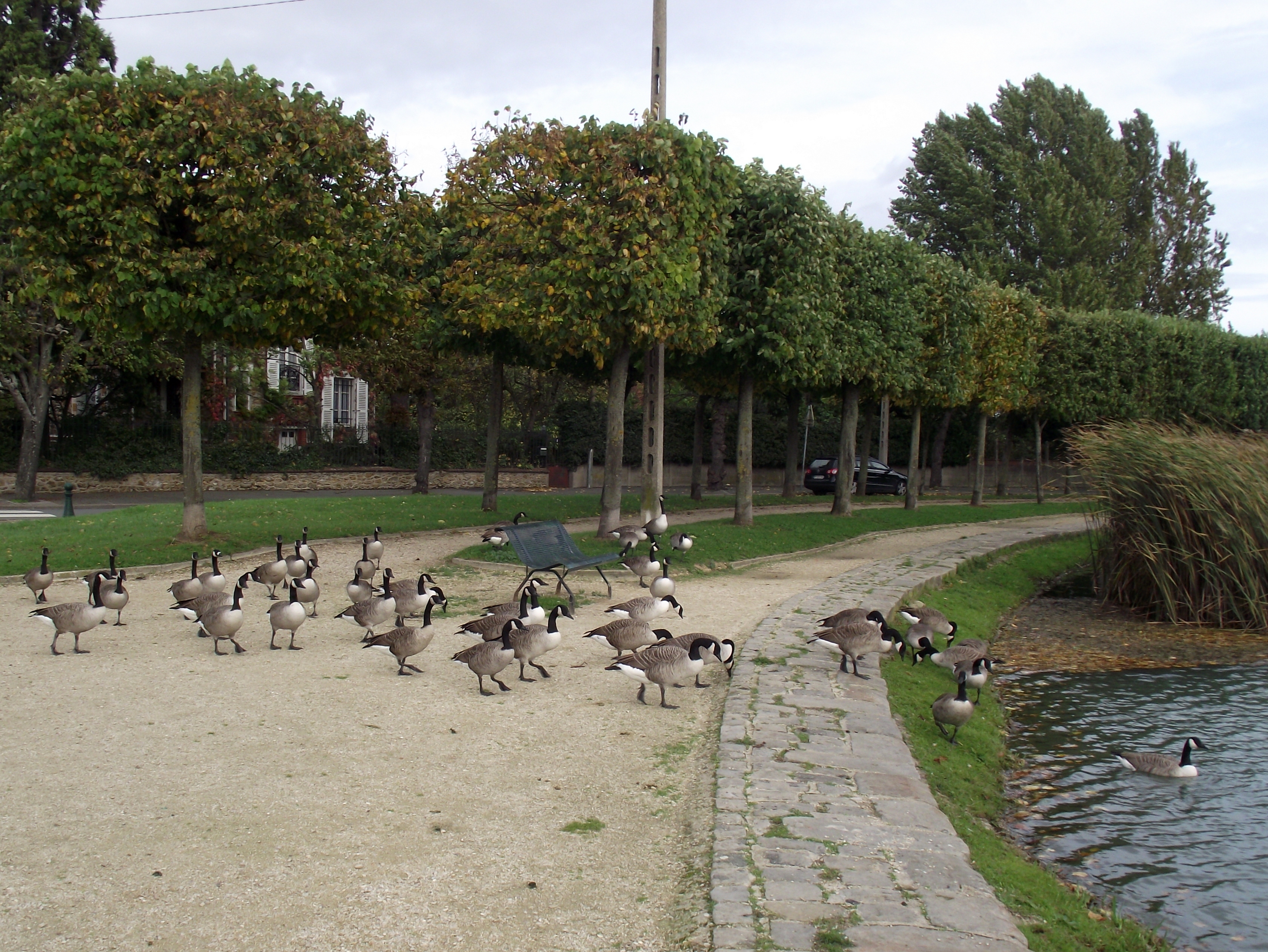
En France, la bernache du Canada colonise les espaces verts en milieu urbain (Lac Frayé à Vigneux-sur-Seine).

Le 15 janvier 2009, un vol de bernaches du Canada a heurté le vol US Airways 1549, le contraignant à amerrir sur l'Hudson. Ces oiseaux ont un poids situé entre 2,6 et 4,8 kilogrammes. Or, les réacteurs de cet avion avaient été construits de manière à pouvoir résister à un choc direct avec un oiseau d'un poids maximal de 1,8 kilogramme.
En France, la bernache est classée nuisible selon l'arrêté du 8 juillet 2013 (JO du 14 juillet) pour une période allant jusqu'au 30 juin 2014. L'arrêté du 2 septembre 2016, consolidé au 17 mars 2019, relatif au contrôle par la chasse des populations de certaines espèces non indigènes, modifie son statut juridique pour la rendre chassable comme les oies tout en étant classée nuisible.
Les plumes de la Bernache du Canada, qui offrent l'avantage, par rapport aux plumes d'autres oiseaux, de casser beaucoup moins vite, sont parfois préférées pour la confection des becs de clavecin,.
Les bernaches sont aussi chassées pour leur viande.